# Idstedt
Idstedt (dänisch: Isted) ist eine Gemeinde im Kreis Schleswig-Flensburg in Schleswig-Holstein. Zur Gemeinde Idstedt gehören neben Idstedt die Ortschaften Idstedt Kirche, Idstedtholzkrug (Isted Kro), Idstedtosterfeld, Idstedtwege, Idstedtwesterfeld und Röhmke (Rømmek).

## Geografie und Verkehr
Idstedt liegt etwa zehn Kilometer nördlich von Schleswig. Westlich verläuft die Bundesautobahn 7 nach Flensburg, südlich die Bundesstraße 201 nach Husum. Der Ort ist umgeben von mehreren Seen wie zum Beispiel dem südöstlich des Ortes gelegenen Idstedter See. Im Gemeindegebiet liegen das Idstedter Gehege und das Grüder Holz.

## Geschichte
Das älteste Relikt aus der Vorzeit ist das Ganggrab Idstedter Räuberhöhle. Die erste urkundliche Erwähnung des Ortes stammt von 1196. Die Vorsilbe I- im Ortsnamen leitet sich von altdän. i[r] (altnord. ȳr) in der Bedeutung Eibe ab. Das -d- stellt einen jüngeren Einschub dar. Möglich ist auch eine Herleitung vom Personennamen Ide. Die Nachsilbe -stedt geht auf altdän. stath, stæth (südjütl. stej) für einen Wohnplatz zurück. Der Ortsname bedeutet somit etwa Eibenstätte. Die dialektale angeldänische Form ist Istej. Idstedtfeld (Istedmark) wurde erstmals 1312 erwähnt (Dipl. dan.). Der Ortsname Röhmke (Rømmek) ist erstmals 1649 dokumentiert. Der Name geht entweder als Verkleinerungsform auf ndt. Ruum für Raum oder auf altnord.
rȳma (≈ freimachen, hier: der freigemachte, gerodete Wald) oder rymja (≈lärmen, hier: Lärmen der schwingenden Bäume oder eines Baches) zurück.
Idstedt zählt zu den historischen Orten im Herzogtum Schleswig. Das Erdbuch von Waldemar II. verzeichnete im Jahr 1231 den südlichen Teil des Herzogtums als Istathesyssel, das nach Idstedt benannt wurde: Ein Syssel war eine Verwaltungseinheit in Jütland.
Im Mittelalter hatte Idstedt eine gemeinsame Kirche mit Stolk, die aber vor der Reformation wieder einging. Seither gehörte Idstedt zum Landkirchspiel von St. Michaelis in Schleswig, während Röhmke zum Kirchspiel Fahrenstedt (Farensted) gehörte.
In der jüngeren Geschichte ist der Ort vor allem durch die Schlacht bei Idstedt am 24. und 25. Juli 1850 bekannt geworden. Das Idstedt Museum hält die Erinnerung daran wach. Die Istedgade, eine wichtige Straße im Kopenhagener Ortsteil Vesterbro, ist nach der Schlacht benannt. Nach dem Deutsch-Dänischen Krieg 1864 kam der Ort zu Preußen.
Am 1. Januar 2007 trat die Gemeinde Idstedt mit der Nachbargemeinde Neuberend aus dem Amt Schuby aus und schloss sich im Zuge der schleswig-holsteinischen Verwaltungsstrukturreform mit den Gemeinden der Ämter Tolk und Böklund zum Amt Südangeln mit Sitz in Böklund zusammen.

## Politik

### Gemeindevertretung
Bei der Kommunalwahl am 14. Mai 2023 wurden insgesamt elf Sitze vergeben. Die Freien Wähler Idstedt erhielten sieben Sitze und die SPD vier Sitze.

### Wappen
Blasonierung: „Über blau-goldenem Wellenschildfuß in Gold eine grüne zweistämmige Eibe, rechts und links begleitet von drei bogenförmig untereinander stehenden grünen Findlingen.“

## Kindergarten
Idstedt besitzt einen dänischen Kindergarten, in dem auch Kinder aus den umliegenden Gemeinden betreut werden.

## Sehenswürdigkeiten
In der Liste der Kulturdenkmale in Idstedt stehen die in der Denkmalliste des Landes Schleswig-Holstein eingetragenen Kulturdenkmale.